# Avegöl (Bäckseda socken, Småland)
Avegöl är en sjö i Vetlanda kommun i Småland och ingår i Emåns huvudavrinningsområde. Sjön är 8 meter djup, har en yta på 0,026 kvadratkilometer och är belägen 217 meter över havet.